# العيدان (حبيش)

تعديل مصدري - تعديل

العيدان هي إحدى قرى عزلة الجعافرة بمديرية حبيش التابعة لمحافظة إب، بلغ تعداد سكانها 131 نسمة حسب تعداد اليمن لعام 2004.